# Jowhar

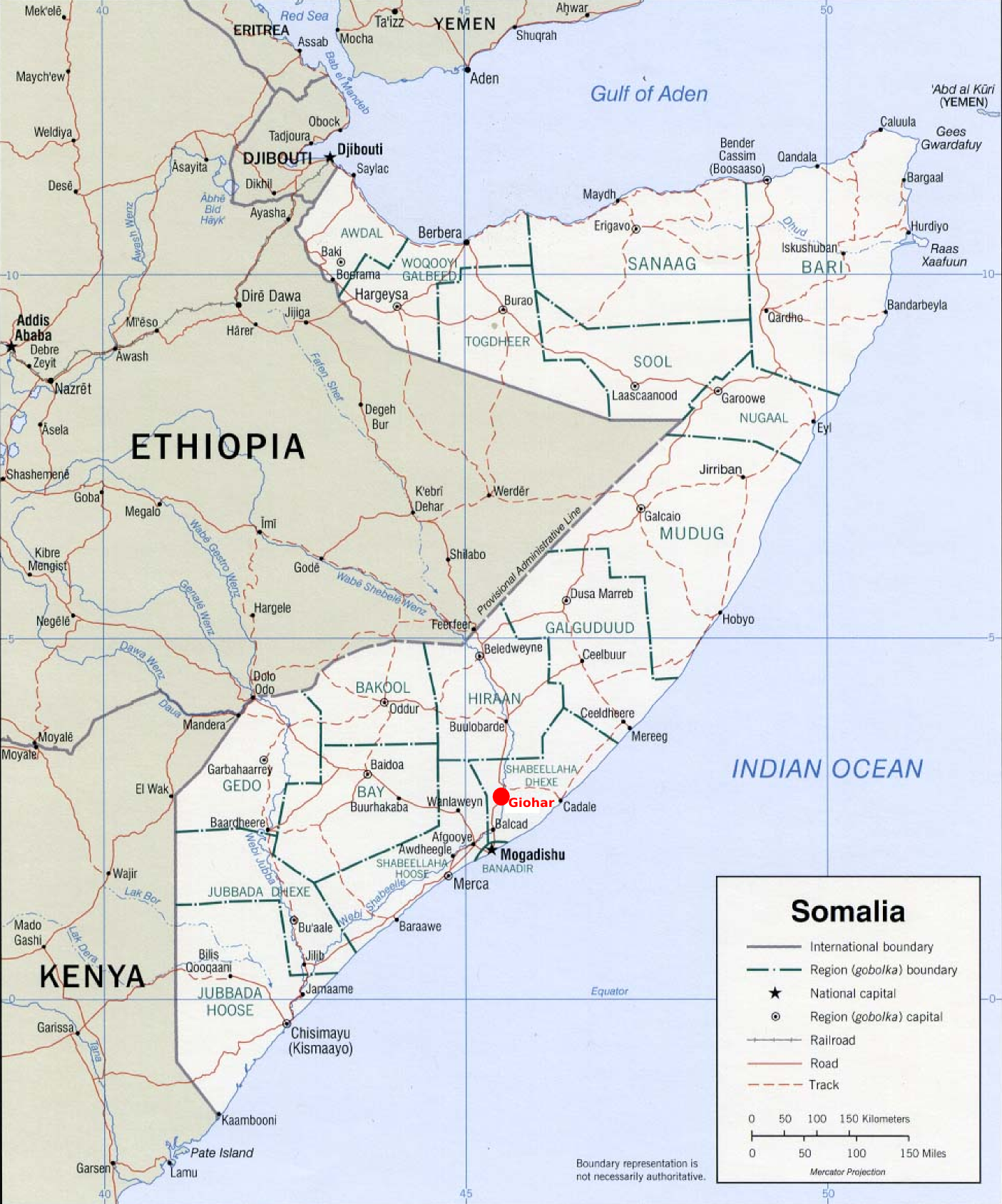
Mapa de Somàlia amb la localització de Jowhar o Giohar

Jowhar (italià Giohar) és una ciutat de Somàlia, capital de la regió de Shabeellaha Dhexe. Temporalment (2005-2006) fou seu del Govern Federal de Transició i, per tant, virtual capital de Somàlia.

## Situació i població
És a uns 90 km al nord de Mogadiscio en la carretera que porta fins a Beledweyne i la frontera etíop. La ciutat té un aeroport situat a poca distància al nord. La població estimada és d'uns 50.000 habitants.

## Economia
A la comarca es cultiva plàtan, cotó i canya de sucre.

## Història
L'aristòcrata i explorador italià Luigi Amedeo duc dels Abruzzos va fundar a la Somàlia Italiana una comunitat agrícola experimental que es va dir Villaggio Duca degli Abruzzi. El 1926 aquesta comunitat reunia 16 llogarets i hi vivien uns tres mil somalis i dos-cents italians. Es va construir en parcel·les expropiads del nadius. Luigi Amedeo va morir a la ciutat on està enterrat. Després del 1951 va agafar el nom de Giohar. Les terres van perdre importància perquè les pastures i els negocis a la ciutat donaven més beneficis. Els italians que apreciaven el potencial econòmic de la regió, van construir un ferrocarril que connectava Jowhar amb Mogadiscio, i que va existir per trenta anys.
El 1969 les terres foren nacionalitzades pel règim comunista de Siad Barre que les va cedir per cinquanta anys als cultivadors; el règim fixava els preus dels productes i garantia la compra del 80% de la collita. Segons la llei de cooperatives 70 de 1973 els petits pagesos de la rodalia foren expropiats per esdevenir treballadors de les empreses estatals Granja d'arròs Fanoole, Projecte d'irrigació de Mogambo i complex de Sucre del Juba.
El 1982 fou elevada a capital regional quan la província de Banaadir o Mogadiscio es va dividir en tres regions, entre les quals la de Shabeellaha Dhexe (Shabele Mitjà).
A l'acord del 2004 que establia un Govern Federal de Transició, el qual tindria la seu alternativament a Jowhar i Baidoa, Mogadiscio quedava exclosa per raons de seguretat. El juliol del 2005 el president Abdullahi Yusuf Ahmed es va traslladar a la ciutat des de Bossaso, i es va reunir amb el primer ministre Ali Mohammed Ghedi, que ja feia un mes que era a la ciutat. Part del parlament també es va establir a Jowhar mentre alguns ministeris romanien a Mogadiscio. El febrer del 2006, el president i el primer ministre se'n van anar cap a Baidoa i van acordar que el parlament s'hi reuniria.
El juny del 2006 la Unió de Corts Islàmiques de Somàlia va entrar a Mogadiscio i els islamistes es van acostar a Jowhar però el president de les corts Sheikh Sharif Ahmed va anunciar que no atacarien la ciutat si no eren atacats; tot i així, el 13 de juny del 2006 les corts van atacar la ciutat (des del nord) defensada pel cap local Mohamed Dhere, i després d'una petita resistència, la van ocupar. La ciutat fou reconquerida pels etíops el 27 de desembre de 2006. El març del 2008 la ciutat fou assetjada per l'Aliança pel Nou Alliberament de Somàlia El 9 d'abril un grup d'islamistes armats van entrar a la ciutat sense trobar resistència però la van abandonar; els islamistes van tornar a entrar a la ciutat el 27 d'abril, per tercera vegada en dos mesos. El 26 de maig els islamistes van prohibir les armes de foc a Jowhar per decret del cap local Sheikh Daahir. El 31 d'agost el Sheik Daahir Adow Alasow, va anunciar que no donava suport especial a cap de les dues faccions islamistes en què s'havia dividit l'Aliança pel Nou Alliberament de Somàlia, la facció radical i la que havia negociat un acord a Djibouti amb el Govern Federal de Transició (dirigides per Sheik Shariif i per Sheik Hasan Daahir), però que en tot cas no uniria les seves forces a les del govern federal i tampoc volia el desplegament de les forces de l'Aliança a la regió del baix Shabele. De fet l'Aliança havia esclatat en faccions i clans